# Michelle Forbes
Michelle Renee Forbes Guajardo (nascuda el 8 de gener de 1965) és una actriu estatunidenca que ha aparegut a la televisió i en pel·lícules independents. Ha guanyat un Premi Saturn amb tres nominacions.
Forbes va cridar l'atenció per primera vegada pel seu doble paper a la telenovel·la diürna Guiding Light, per la qual va rebre una nominació al Premi Daytime Emmy. És coneguda per les seves aparicions recurrents en programes de gènere i dramàtics, com ara alferes Ro Laren a Star Trek: La nova generació i Star Trek: Picard, i el seu paper regular com a metgessa forense Julianna Cox a Homicide: Life on the Street durant la dècada de 1990. Va interpretar papers recurrents al llarg de la dècada de 2000 a Battlestar Galactica, 24, In Treatment, Durham County, Prison Break i el seu paper regular com a Maryann Forrester a True Blood. Ha aparegut en papers importants a pel·lícules com ara Escape from L.A., Kalifornia, Swimming with Sharks i Columbus.
Va protagonitzar la sèrie de televisió AMC del 2011–2012 The Killing, per la qual va rebre una nominació al Premi Primetime Emmy.El 18 de juny de 2019 es va anunciar que Forbes s'uniria a la sèrie d'acció dramàtica de USA Network Treadstone, una preqüela/seqüela de la franquícia Bourne.

## Primers anys
Forbes va néixer a Austin, Texas, d'origen mexicoamericà.
Forbes esperava convertir-se en ballarina de ballet. Va començar a rebre formació formal d'actuació a la High School for the Performing and Visual Arts de Houston. Mentre estava de vacances a la ciutat de Nova York als 16 anys, es va trobar fent una audició per a una pel·lícula; tot i que no va ser seleccionada, va signar amb l'Agència William Morris i va començar la seva carrera professional com a actriu.

## Carrera
El 1987, als 22 anys, Forbes va aconseguir el paper de Sonni Carrera Lewis a la telenovel·la Guiding Light. El paper es va ampliar a un paper dual, amb un segon personatge afegit, Solita Carrera. Forbes va ser membre del repartiment durant tres anys i el 1990 va obtenir una nominació als Premis Emmy per la seva actuació. Després va continuar al teatre i va començar a aparèixer en petits papers com a convidada a la televisió per augmentar el seu perfil. Va fer aparicions com a convidada en alguns altres programes de televisió abans d'aconseguir el paper recurrent d'alferes Ro Laren a Star Trek: La nova generació.
Els productors de Star Trek: La nova generació van convidar Forbes a repetir el paper de Ro a la sèrie derivada Star Trek: Deep Space Nine, però Forbes va rebutjar l'oferta i va decidir centrar-se en una carrera cinematogràfica.
Va rebre elogis, així com una nominació al Premi Saturn de l'Acadèmia de Ciència Ficció, Fantasia i Cinema de Terror, per la seva actuació com a fotògrafa Carrie Laughlin al thriller de 1993 Kalifornia. Això va ser seguit amb el paper femení principal a la comèdia negra de 1994 Swimming with Sharks, així com papers secundaris en pel·lícules com The Road Killers, Just Looking i la seqüela de ciència-ficció/acció de John Carpenter de 1996 Escape from L.A..
Va continuar actuant a la televisió durant aquest període, amb aparicions com a convidada a  Seinfeld, The Outer Limits i Star Trek: La nova generació, a la qual va tornar per completar la història de Ro Laren al penúltim episodi de la sèrie Atac amb dret de prioritat.
El 1995, va interpretar una de les protagonistes al thriller policíac de J. S. Cardone Black Day Blue Night, juntament amb Mia Sara i Gil Bellows. Les crítiques de Black Day Blue Night van ser positives. Sense trencar amb res, van destacar els seus punts forts com una pel·lícula negra ben executada i de baix pressupost amb actuacions atractives. Greg Evans de Variety li va agradar la pel·lícula i, sobre l'actuació de Forbes, va dir que era "convincentment dura" i que "superava el material".
El 1996, Forbes es va unir al repartiment del popular drama policial de la NBC Homicide: Life on the Street, interpretant la cap mèdica forense Julianna Cox. Va romandre a la sèrie durant dos anys i després va ser acomiadada com a part d'una important revisió del repartiment (la sèrie es va cancel·lar després d'una temporada més). No obstant això, va repetir el seu paper a l'especial de televisió del 2000 Homicide: The Movie.
Aquell mateix any, Forbes es va convertir en una figura habitual a la sèrie de la ABC Wonderland, però es va retirar de l'aire després de només dos episodis. Forbes va aparèixer després en un paper recurrent al drama policíac The District.

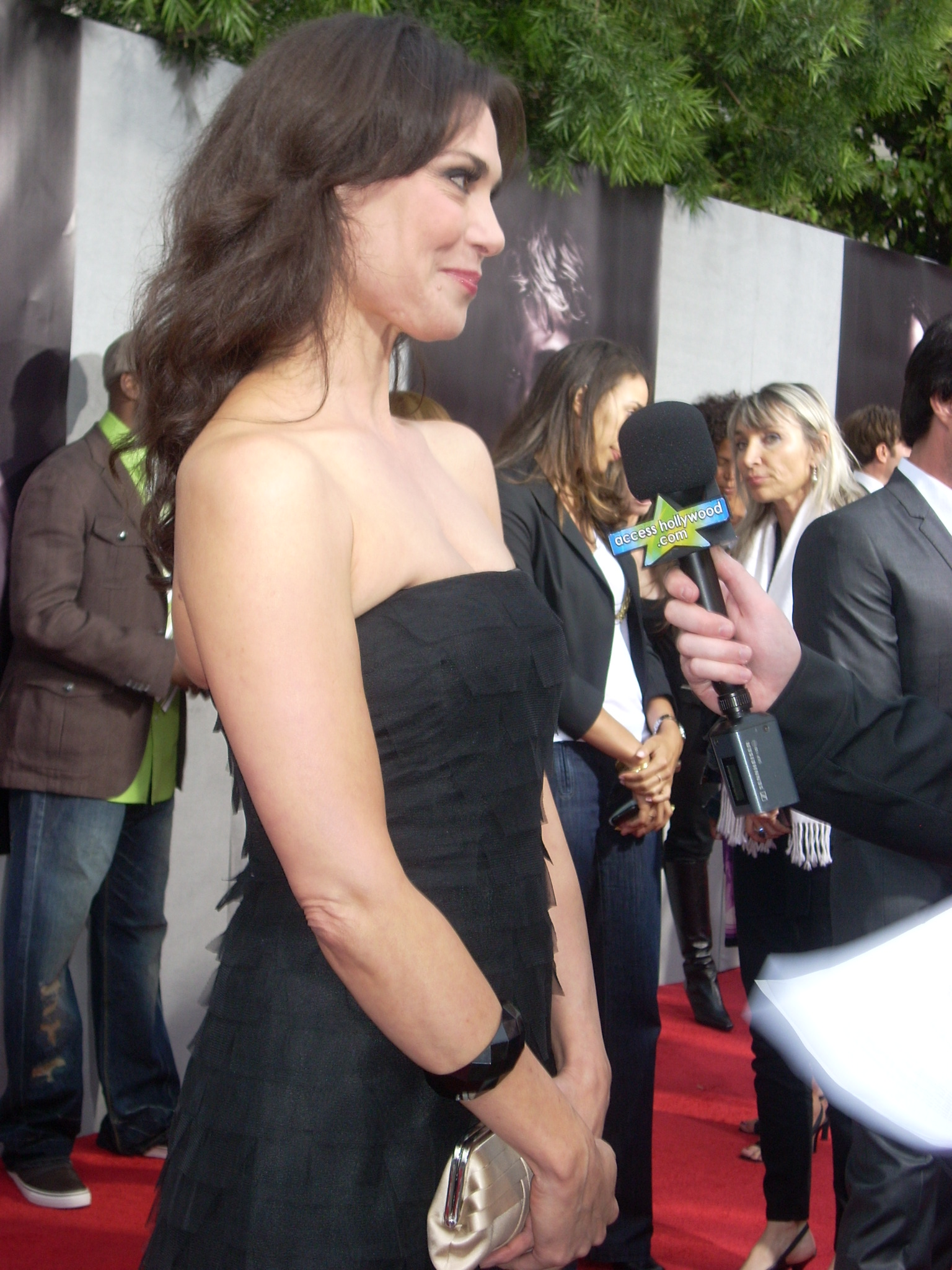
Forbes a la festa d'estrena de True Blood, juny de 2009

Posteriorment, va rebre papers en pel·lícules com Perfume del 2001 i American Girl del 2002, així com a la pel·lícula de televisió britànica del 2001 Messiah (per a la qual va estudiar llengua de signes britànica durant una setmana) i les seves seqüeles: Messiah 2: Vengeance is Mine el 2002 i Messiah III el 2003. Durant la temporada televisiva 2002-2003, Forbes va interpretar el personatge recurrent de l'assessora presidencial Lynne Kresge a la segona temporada de la sèrie d'acció. 24.
Va seguir el seu paper a 24 amb un paper com a convidada a Alias i després va interpretar l'almirall Helena Cain en tres episodis de la reinvenció de la sèrie clàssica de ciència-ficció Battlestar Galactica, a més d'aparèixer a la pel·lícula de televisió Battlestar Galactica: Razor. Va continuar amb un paper recurrent com a agent Samantha Brinker al drama Prison Break i va ser estrella convidada a Boston Legal i Lost.
Forbes va protagonitzar l'adaptació del còmic Global Frequency, l'únic episodi produït del qual es va filtrar en línia l'any següent, vuit mesos després que la sèrie no fos recollida per les cadenes Warner Bros.
orbes va tornar a les pantalles de televisió britàniques amb papers com a convidat a Holby City i com a agent del Mossad a Waking the Dead. El 2008, Forbes va protagonitzar dues sèries dramàtiques de la HBO; In Treatment, interpretant l'esposa del personatge central, i a True Blood com una Mènede anomenada Maryann Forrester.
Va repetir els seus papers semi-regulars en ambdues sèries en les seves respectives segones temporades el 2009, i també es va unir al repartiment de la sèrie dramàtica psicològica canadenca Durham County per a la seva segona temporada com a Dra. Penelope Verity.
Forbes va interpretar el paper de Mitch Larsen a la sèrie de televisió nord-americana The Killing, un remake del 2011 de la sèrie policíaca danesa Forbrydelsen. Forbes va aparèixer com a Retro Girl a la sèrie de televisió Powers. She also landed a prominent supporting role in The Hunger Games: Mockingjay – Part 2.
Posteriorment, Forbes va interpretar Valerie Edwards a la sèrie de televisió Berlin Station que es va emetre a Epix del 2016 al 2019. El seu personatge era una administradora sense complicacions que exercia com a cap de sucursal interna de l'estació de Berlín.
El gener de 2021, es va anunciar que s'uniria a la repartiment del drama de l'ABC Big Sky com la matriarca Margaret Kleinsasser..

## Vida personal
Forbes havia estat vegetariana des de l'adolescència i es va convertir en vegana el 2011.

## Filmografia

### Cinema
| Any  | Títol                                              | Paper              | Notes                                    |
| ---- | -------------------------------------------------- | ------------------ | ---------------------------------------- |
| 1993 | Love Bites                                         | Nerissa            |                                          |
| 1993 | Kalifornia                                         | Carrie Laughlin    | Nominada—Premi Saturn a la millor actriu |
| 1994 | Swimming with Sharks                               | Dawn Lockhard      |                                          |
| 1994 | Roadflower                                         | Helen              |                                          |
| 1995 | The Chosen One                                     | La mare            |                                          |
| 1995 | Black Day Blue Night                               | Rinda Woolley      |                                          |
| 1996 | Escape from L.A.                                   | Tinent Brazen      |                                          |
| 1998 | Dry Martini                                        | Valeria            |                                          |
| 2000 | Bullfighter                                        | Mary               |                                          |
| 2001 | Perfume                                            | Francene           |                                          |
| 2002 | American Girl                                      | Madge Grubb        |                                          |
| 2004 | Dandelion                                          | Ms. Voss           |                                          |
| 2004 | Al Roach: Private Investigator                     | Dede Dragonfly     | Paper de veu                             |
| 2009 | Diplomacy                                          | Secretària d'estat |                                          |
| 2013 | Highland Park                                      | Sylvia             |                                          |
| 2013 | The Hunters                                        | Jordyn Flynn       |                                          |
| 2015 | Els jocs de la fam: L'ocell de la revolta - Part 2 | Tinent Jackson     |                                          |
| 2017 | Columbus                                           | Maria              |                                          |
| 2017 | Gemini                                             | Jamie              |                                          |
| 2017 | Say You Will                                       | Janis Nimitz       |                                          |
| 2017 | The Honor Farm                                     |                    |                                          |

### Televisió
| Any       | Títol                        | Paper                                           | Notes |
| --------- | ---------------------------- | ----------------------------------------------- | --- |
| 1987–1989 | Guiding Light                | Dr. 'Sonni' Carrera-Lewis                       | Nominada—Premi Daytime Emmy a la millor actriu secundària en una sèrie dramàtica |
| 1991      | Father Dowling Mysteries     | Gym Instructor                                  | Episodi: "The Fugitive Priest Mystery" |
| 1991      | Shannon's Deal               | Maren                                           | Episodi: "The Inside Man" |
| 1991      | Star Trek: La nova generació | Dara                                            | Episodi: "Mitja vida" |
| 1991–1994 | Star Trek: La nova generació | Alferes Ro Laren                                | Paper recurrent (Seasons 5–7) |
| 1994      | Seinfeld                     | Julie                                           | Episodi: "The Big Salad" |
| 1996      | The Outer Limits             | Jamie Pratt                                     | Episodi: "A Stitch in Time" |
| 1996      | The Prosecutors              | Fiscal de districte Rachel Simone               | Telefilm |
| 1996–1998 | Homicide: Life on the Street | Dr. Julianna Cox                                | Repartiment principal (temporades 5–6) Nominada— Premi Viewers for Quality Television a la millor actriu secundària en una sèrie dramàtica de qualitat |
| 1998      | Brimstone                    | Fiscal adjunta de districte Julia Trent         | Episodi: "Executioner" |
| 2000      | The District                 | Helen York                                      | Paper recurrent (temporada 1) |
| 2000      | Homicide: Life Everlasting   | Dr. Julianna Cox                                | Telefilm |
| 2000      | Wonderland                   | Dr. Lyla Garrity                                | peper principal |
| 2001–2004 | Messiah                      | Susan Metcalfe                                  | Paper principal (temporades 1–3) |
| 2002      | Strong Medicine              | Assistent del fiscal de districte Jill Sorenson | 2 episodis |
| 2002      | Jackson County War           | Rory Hammett                                    | Telefilm |
| 2002      | Fastlane                     | Lena                                            | Episodi: "Get Your Mack On"; no acreditada |
| 2002–03   | 24                           | Lynne Kresge                                    | Paper recurrent (temporada 2) Nominada—Premi del Sindicat d'Actors a la millor actuació d'un conjunt en una sèrie dramàtica |
| 2004      | Love is the Drug             | Reena                                           | 3 episodis |
| 2004      | Global Frequency             | Miranda Zero                                    | Pilot no venut |
| 2005      | Alias                        | Dr. Maggie Sinclair                             | Episodi: "Another Mister Sloane" |
| 2005      | The Inside                   | Zoya Petikof                                    | Episodi: "Thief of Hearts" |
| 2005–06   | Battlestar Galactica         | Almirall Helena Cain                            | Paper recurrent (Temporada 2) |
| 2005–06   | Prison Break                 | Samantha Brinker                                | Paper recurrent (Temporada 1) |
| 2006      | Boston Legal                 | Juliette Monroe                                 | Episodi: "The Nutcrackers" |
| 2007      | Unthinkable                  | Jamie McDowell                                  | Telefilm |
| 2007      | Battlestar Galactica: Razor  | Almirall Helena Cain                            | Telefilm |
| 2007–08   | Waking the Dead              | Sarah                                           | 3 episodis |
| 2008      | Lost                         | Karen Decker                                    | Episodi: "There's No Place Like Home: Part 1" |
| 2008–09   | In Treatment                 | Kate Weston                                     | Main cast (Season 1) |
| 2008–2009 | True Blood                   | Maryann Forrester                               | Paper recurrent (Temporades 1–2) Premi Satellite al millor repartiment – Sèrie de televisió Nominat—Premi Saturn al millor paper estrella convidada en televisió Nominat—Premi Screen Actors Guild a la millor actuació d'un conjunt en una sèrie dramàtica |
| 2009      | Durham County                | Dr. Pen Verrity                                 | Paper principal (temporada 2) |
| 2011–2012 | The Killing                  | 'Mitch' Larsen                                  | Repartiment principal (temporades 1–2) Premi Saturn a la millor actriu secundària de televisió Nominada—Premi Critics' Choice Television a la millor actriu secundària en una sèrie dramàtica Nominada—Premi Primetime Emmy a la millor actriu secundària en una sèrie dramàtica Nominada—Premi Satellite a la millor actriu secundària - Sèrie, minisèrie o telefilm |
| 2013      | Chicago Fire                 | Gail McLeod                                     | Paper recurrent (temporada 2) |
| 2014      | Orphan Black                 | Dr. Marian Bowles                               | Paper recurrent (temporada 2) |
| 2014      | Rake                         | Lucy Marks                                      | Episodi: "Jury Tamperer" |
| 2015      | Powers                       | Janis Sandusky / Retro Girl                     | Paper principal (Temporada 1) |
| 2015      | The Returned                 | Helen Goddard                                   | Paper recurrent |
| 2016–2019 | Berlin Station               | Valerie Edwards                                 | Paper principal |
| 2019      | Grey's Anatomy               | Vicki Ann Rudin                                 | Episodi: "Silent All These Years" |
| 2019      | Treadstone                   | Ellen Becker                                    | Paper principal |
| 2021      | Big Sky                      | Margaret Kleinsasser                            | Paper recurrent (Temporada 1) |
| 2021–22   | New Amsterdam                | Dr. Veronica Fuentes                            | Paper recurrent (Temporada 4) |
| 2023      | Star Trek: Picard            | Comandant Ro Laren                              | Episodi: "Imposters" |

### Videojocs
| Any  | Títol                                             | Veu                |
| ---- | ------------------------------------------------- | ------------------ |
| 2004 | Half-Life 2                                       | Dr. Judith Mossman |
| 2006 | Half-Life 2: Episodi One                          | Dr. Judith Mossman |
| 2007 | Half-Life 2: Episodi Two                          | Dr. Judith Mossman |
| 2009 | The Chronicles of Riddick: Assault on Dark Athena | Captain Gail Revas |
| 2011 | DC Universe Online                                | Circe              |
| 2017 | Wolfenstein II: The New Colossus                  | Zofia Blazkowicz   |

## Premis i nominacions
| Any  | Premi                                 | Categoria                                       | Producció                                      | Resultat  |
| ---- | ------------------------------------- | ----------------------------------------------- | ---------------------------------------------- | --------- |
| 1990 | Premi Daytime Emmy                    | Millor actriu secundària en una sèrie dramàtica | Guiding Light                                  | Nominat   |
| 1990 | Premi Soap Opera Digest               | Millor vilà                                     | Guiding Light                                  | Nominat   |
| 1993 | Premi Saturn                          | Millor actriu                                   | Kalifornia                                     | Nominat   |
| 2003 | Premi del Sindicat d'Actors de Cinema | Millor actuació en sèrie dramàtica              | 24 (amb tot el repartiment)                    | Nominat   |
| 2010 | Premi Saturn                          | Millor paper convidat en televisió              | True Blood                                     | Nominat   |
| 2010 | Premi del Sindicat d'Actors de Cinema | Millor actuació en una sèrie dramàtica          | True Blood (compartida amb tot el repartiment) | Nominat   |
| 2011 | Premi Primetime Emmy                  | Millor actriu secundària en una sèrie dramàtica | The Killing                                    | Nominat   |
| 2011 | Premi de televisió Critics' Choice    | Millor actriu secundària en una sèrie dramàtica | The Killing                                    | Nominat   |
| 2011 | Premi Saturn                          | Millor actriu secundària en televisió           | The Killing                                    | Guanyador |
| 2023 | Hollywood HCA Award                   | Millor actriu convidada en una sèrie dramàtica  | Star Trek: Picard                              | Nominat   |